# Perilampus birmanus
Perilampus birmanus är en stekelart som beskrevs av Mani och Kaul 1973. Perilampus birmanus ingår i släktet Perilampus och familjen gropglanssteklar. Inga underarter finns listade i Catalogue of Life.